# Зайцев, Василий Васильевич (старшина)
Василий Васильевич Зайцев (1912—1994) — старшина Рабоче-крестьянской Красной Армии, участник Великой Отечественной войны, Герой Советского Союза (1944).

## Биография
Василий Зайцев родился 6 апреля 1912 года в деревне Веретеново (ныне — Рыбинский район Ярославской области). В 1931 году окончил Борисоглебский зоотехникум, после чего работал председателем сельского совета. В июне 1941 года Зайцев был призван на службу в Рабоче-крестьянскую Красную Армию. С марта 1942 года — на фронтах Великой Отечественной войны. К сентябрю 1943 года старшина Василий Зайцев командовал взводом 1181-го стрелкового полка 356-й стрелковой дивизии 61-й армии Центрального фронта. Отличился во время освобождения Могилёвской области Белорусской ССР.
В ночь с 22 на 23 сентября 1943 года Зайцев с группой бойцов захватил высоту под Бобруйском и удерживал её до подхода подкреплений. В том бою погибли все, кроме него. Зайцев лично уничтожил несколько десятков солдат и офицеров противника, получил тяжёлое ранение, но продолжал сражаться.
Указом Президиума Верховного Совета СССР «О присвоении звания Героя Советского Союза генералам, офицерскому, сержантскому и рядовому составу Красной Армии» от 15 января 1944 года за «образцовое выполнение боевых заданий командования по форсированию реки Днепр и проявленные при этом мужество и героизм» старшина Василий Зайцев был удостоен высокого звания Героя Советского Союза с вручением ордена Ленина и медали «Золотая Звезда».
После окончания войны Зайцев был демобилизован. Проживал и работал в посёлке Ивановское Переславского района Ярославской области. В 1948 году окончил Ярославскую партийную школу.
Был также награждён орденом Отечественной войны 1-й степени и рядом медалей, включая медаль "За отвагу".